# ساحل‌کنت
ساحل‌کنت (به ترکی استانبولی: Sahilkent) شهری است در کشور ترکیه که در استان آنتالیا واقع شده‌است. جمعیت این شهر بر اساس سرشماری سال ۲۰۰۸ میلادی ۸٬۴۳۴ نفر و بر اساس برآوردهای سال ۲۰۰۹ میلادی ۸٬۶۵۷ نفر می‌باشد.